# Female Fight Club
Female Fight Club (conocida en Colombia como Club de Luchadoras) es una película de acción, drama y crimen de 2016, dirigida por Miguel Ángel Ferrer, que a su vez la escribió junto a Anastazja Davis, musicalizada por Mark Tschanz, en la fotografía estuvo Kristoffer Carrillo y los protagonistas son Amy Johnston, Cortney Palm y Rey Goyos, entre otros. Este largometraje fue realizado por Cineville, FFC Production, Parkside Pictures y Tadross Media Group, se estrenó el 4 de noviembre de 2016.

## Sinopsis
Una exluchadora vuelve de mala gana a la vida que dejó atrás, quiere colaborar con su hermana para que pueda sobrevivir en el cruel mundo de los combates ilícitos.